# Raróg

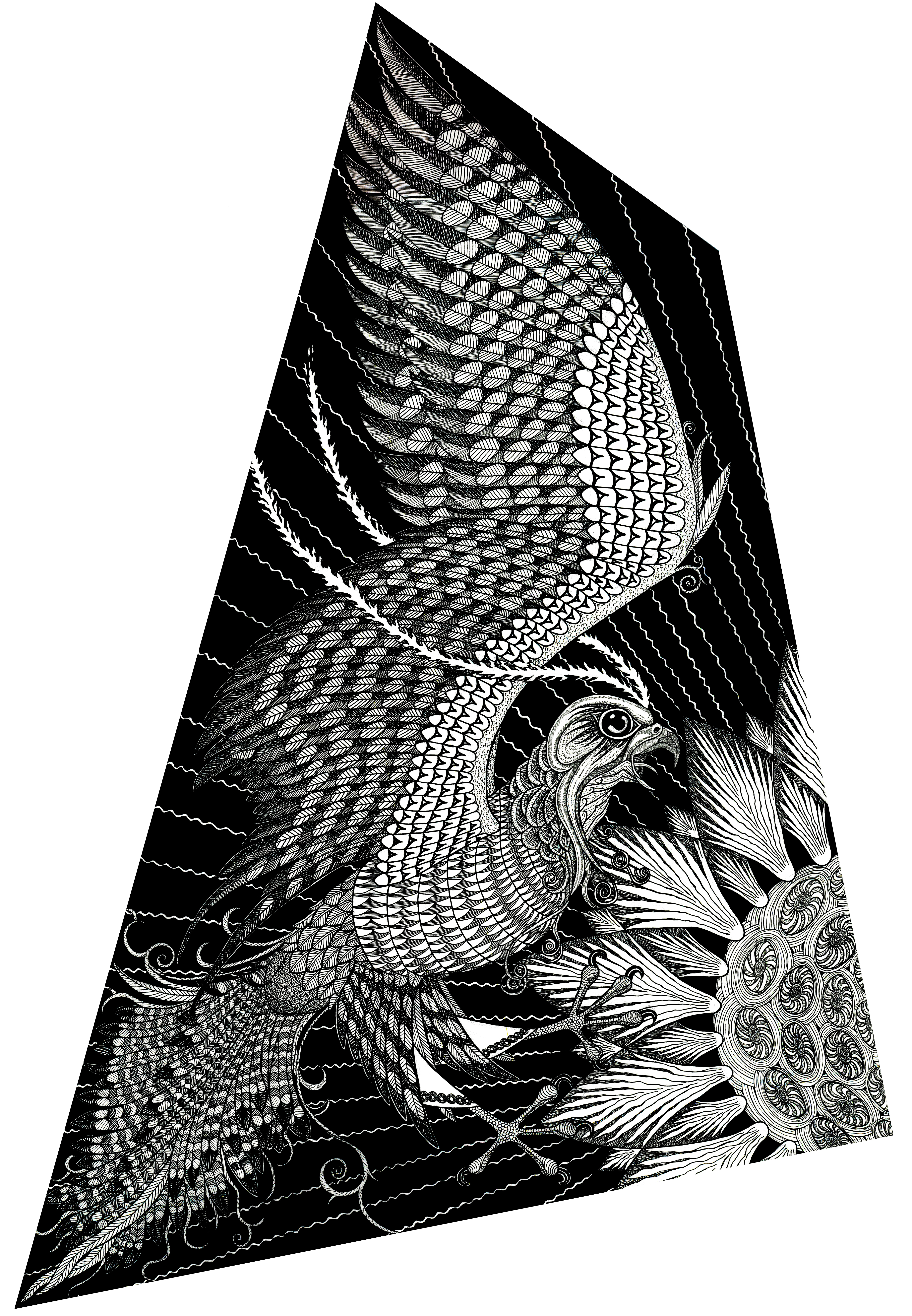
Raróg (por M. Hapon)

En la mitología eslava, el Raróg (en ruso: Рарог) es un demonio de fuego, a menudo descrito como un feroz halcón.
Un caldera volcánica en Io (una luna del planeta Júpiter) fue nombrada Raróg Patera, una erupción masiva qué fue grabada por el Observatorio W. M. Keck (EE. UU.) y la aeronave HISAKI (Japón) el 15 de agosto de 2013.

## Analogías mitológicas
- Bennu, pájaro de fuego en la mitología egipcia.
- Zhar-Ptitsa, pájaro de fuego en la mitología rusa (Жар-Птица).
- Homa pájaro de fuego en la mitología persa.
- Fénix, pájaro de fuego en varias culturas.
- Simurgh, ave legendaria persa.